# Espoey
Espoey é uma comuna francesa na região administrativa da Nova Aquitânia, no departamento dos Pirenéus Atlânticos. Estende-se por uma área de 13,54 km². Em 2010 a comuna tinha 1 225 habitantes (densidade: 90,5 hab./km²).